# Rinorea flavescens
Rinorea flavescens är en violväxtart som först beskrevs av Jean Baptiste Christophe Fusée Aublet, och fick sitt nu gällande namn av Carl Ernst Otto Kuntze. Rinorea flavescens ingår i släktet Rinorea och familjen violväxter. Inga underarter finns listade i Catalogue of Life.